# Fen Ditton
Pour les articles homonymes, voir Ditton.
Fen Ditton est un village et une paroisse civile du Cambridgeshire, en Angleterre. Il est situé juste au nord-est de la ville de Cambridge, près de la Cam. Administrativement, il relève du district du South Cambridgeshire. Au recensement de 2011, il comptait 760 habitants.

## Toponymie
Le nom Ditton, porté par plusieurs villages d'Angleterre, se compose des éléments vieil-anglais dīc « fossé » et tūn « ferme ». La première mention écrite de Fen Ditton, qui date de 975 environ, lui donne le nom Dictunæ. Le préfixe Fen, qui provient du vieil anglais fenn « marais », est attesté plus tardivement : on trouve une mention de Fen Dytton en 1286.